# Haemaphysalis paraleachi
Haemaphysalis paraleachi är en fästingart som beskrevs av Camicas, Hoogstraal och El Kammah 1983. Haemaphysalis paraleachi ingår i släktet Haemaphysalis och familjen hårda fästingar. Inga underarter finns listade i Catalogue of Life.